# Adrian Blake
Adrian Blake (Islington, Londres, Inglaterra, 15 de julio de 2005) es un futbolista británico que juega de delantero en el F. C. Utrecht de la Eredivisie.

## Trayectoria
Nacido en Islington, Londres, se incorporó al Watford en 2013.
Debutó con el primer equipo del Watford el 23 de agosto de 2022, cuando salió como suplente en la segunda parte de la derrota por 2-0 en casa ante el Milton Keynes Dons F. C. en la segunda ronda de la Copa de la Liga.

## Estadísticas

### Clubes
Actualizado al último partido disputado el 8 de noviembre de 2024.
| Club                           | Div.          | Temporada     | Liga  | Liga  | Liga   | Copas nacionales | Copas nacionales | Copas nacionales | Copas internacionales | Copas internacionales | Copas internacionales | Total | Total | Total  |
| Club                           | Div.          | Temporada     | Part. | Goles | Asist. | Part.            | Goles            | Asist.           | Part.                 | Goles                 | Asist.                | Part. | Goles | Asist. |
| ------------------------------ | ------------- | ------------- | ----- | ----- | ------ | ---------------- | ---------------- | ---------------- | --------------------- | --------------------- | --------------------- | ----- | ----- | ------ |
| Watford F. C. Inglaterra       | 2.ª           | 2022-23       | 1     | 0     | 0      | 2                | 0                | 0                | —                     | —                     | —                     | 3     | 0     | 0      |
| Watford F. C. Inglaterra       | Total club    | Total club    | 1     | 0     | 0      | 2                | 0                | 0                | 0                     | 0                     | 0                     | 3     | 0     | 0      |
| Jong FC Utrecht · Países Bajos | 2.ª           | 2023-24       | 32    | 3     | 1      | —                | —                | —                | —                     | —                     | —                     | 32    | 3     | 1      |
| Jong FC Utrecht · Países Bajos | 2.ª           | 2024-25       | 9     | 2     | 0      | —                | —                | —                | —                     | —                     | —                     | 9     | 2     | 0      |
| Jong FC Utrecht · Países Bajos | Total club    | Total club    | 41    | 5     | 1      | 0                | 0                | 0                | 0                     | 0                     | 0                     | 41    | 5     | 1      |
| F. C. Utrecht · Países Bajos   | 1.ª           | 2023-24       | 5     | 1     | 1      | —                | —                | —                | —                     | —                     | —                     | 5     | 1     | 1      |
| F. C. Utrecht · Países Bajos   | 1.ª           | 2024-25       | 1     | 0     | 0      | —                | —                | —                | —                     | —                     | —                     | 1     | 0     | 0      |
| F. C. Utrecht · Países Bajos   | Total club    | Total club    | 6     | 1     | 1      | 0                | 0                | 0                | 0                     | 0                     | 0                     | 6     | 1     | 1      |
| Total carrera                  | Total carrera | Total carrera | 48    | 6     | 2      | 2                | 0                | 0                | 0                     | 0                     | 0                     | 50    | 6     | 2      |